# Ipothalia metallica
Ipothalia metallica là một loài bọ cánh cứng trong họ Cerambycidae.